# Liste d'espèces envahissantes
 (septembre 2010).
Si vous disposez d'ouvrages ou d'articles de référence ou si vous connaissez des sites web de qualité traitant du thème abordé ici, merci de compléter l'article en donnant les références utiles à sa vérifiabilité et en les liant à la section « Notes et références ».

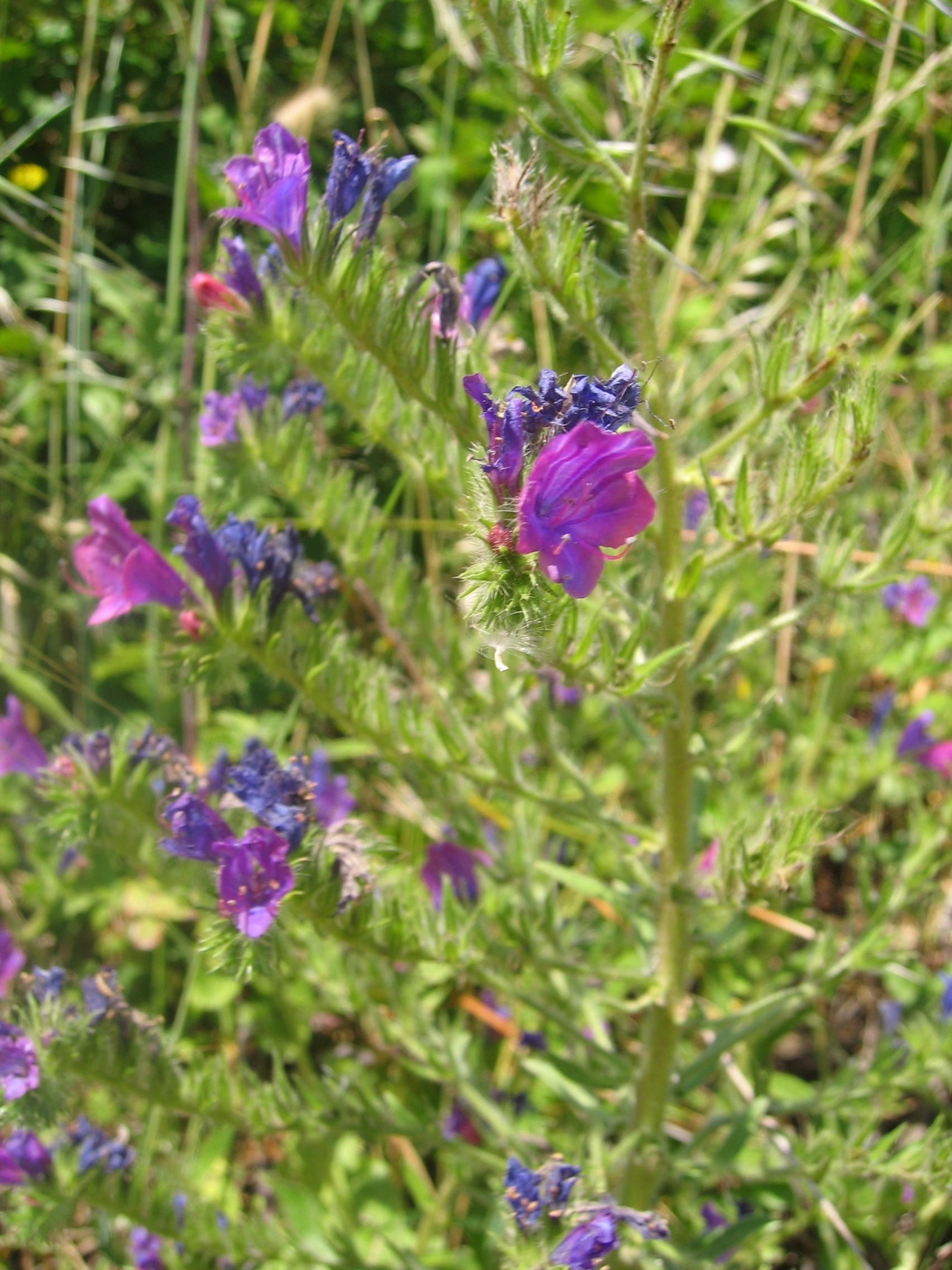
Fleurs pourpres dEchium plantagineum, plante extrêmement envahissante en Australie qui infeste le parc national de Warrumbungle en Nouvelle-Galles du Sud.

L'introduction, volontaire ou non, de nouvelles espèces dans un milieu peut entraîner des conséquences importantes. Cette nouvelle espèce peut s'adapter, au détriment des espèces indigènes (ou autochtones) et devenir une espèce envahissante.
Cette introduction peut amener d'importants risques écologiques mais aussi économiques et sociaux.
Il ne faut pas confondre une espèce envahissante exotique, qui vient d'ailleurs, avec une espèce envahissante indigène dont le potentiel de reproduction est important mais qui ne vient pas d’ailleurs.

## Espèces envahissantes

### Plantes

#### Europe de l'ouest

##### Plantes envahissantes avérées
Classées par ordre alphabétique des noms usuels :
- Ailante - Ailanthus altissima
- Ambroisie à feuilles d'armoise - Ambrosia artemisiifolia
- Amorphe buissonnante - Amorpha fruticosa
- Aster à feuilles lancéolées - Symphyotrichum lanceolatum
- Aster de Virginie - Symphyotrichum novi-belgii
- Baccharis à feuille d'arroche - Baccharis halimifolia
- Berce du Caucase - Heracleum mantegazzianum
- Bident à fruit noirs - Bidens frondosa
- Buddleia de David - Buddleja davidii
- Caulerpe racémeuse - Caulerpa racemosa
- Caulerpe à feuille d'if - Caulerpa taxifolia
- Cerisier tardif - Prunus serotina
- Égopode - Aegopodium podagraria, herbe aux goutteux
- Élodée du Canada - Elodea canadensis
- Élodée de Nuttall - Elodea nuttallii
- Érable negundo - Acer negundo
- Faux-Indigo - Amorpha fruticosa
- Figue des hottentots ou Figue marine - Carpobrotus edulis et aussi Carpobrotus acinaciformis
- Fougère aquatique Azolla - Azolla filiculoides
- Herbe de la pampa - Cortaderia selloana
- Impatiente glanduleuse - Impatiens glandulifera
- Jussie rampante - Ludwigia peploides
- Jussie à grandes fleurs - Ludwigia grandiflora
- Lentille d'eau minuscule - Lemna minuta
- Mimosa des fleuristes - Acacia dealbata
- Myriophylle du Brésil - Myriophyllum aquaticum
- Paspale dilaté - Paspalum dilatatum
- Paspale distique - Paspalum distichum
- Renouée de Sakhaline - Fallopia sachalinensis
- Renouée du Japon - Reynoutria japonica
- Rhododendron - Rhododendron ponticum
- Robinier faux-acacia - Robinia pseudoacacia
- Séneçon du Cap - Senecio inaequidens
- Solidage géant - Solidago gigantea
- Soliva commune - Soliva sessilis
- Topinambour - Helianthus tuberosus
- Vergerette du Canada - Erigeron canadensis

##### Plantes potentiellement envahissantes
- Ail à trois angles (Allium triquetrum), d'origine méditerranéenne.
- Chêne rouge d'Amérique (Quercus rubra)
- Chèvrefeuille de Henry - Lonicera henryi
- Chèvrefeuille du Japon - Lonicera japonica
- Cornouiller soyeux - Cornus sericea
- Duchesnée des Indes (ou Fraisier des Indes) - Potentilla indica (autrefois dite Duchesnea indica)
- Egéria, Egeria densa ou Elodea densa
- Févier d'Amérique (Gleditsia triacanthos)
- Hybrides de chiendent (du genre Elytrigia)
- Laurier-cerise - Prunus laurocerasus
- Lentille d'eau rouge, Lemna turionifera
- Lysichite jaune, Faux Arum, Lysichiton américain - Lysichiton americanus
- Mahonia - Mahonia aquifolium
- Orpin bâtard - Sedum spurium M. Bieb. : Inscrit dans la « Liste des néophytes envahissantes et potentiellement envahissantes de Suisse »[1].
- Palmier chanvre - Trachycarpus fortunei
- Puéraire hirsute - Pueraria lobata
- Renouée de l'Himalaya - Polygonum polystachyum
- Ronce d'Arménie - Rubus armeniacus
- Rose trémière (Alcea rosea, d'origine orientale)[2]
- Rudbéckie laciniée, Rudbeckia laciniata
- Sénéçon des rochers - Senecio squalidus
- Souchet comestible - Cyperus esculentus
- Spartine de Townsend, Spartina townsendii
- Sumac de Virginie - Rhus typhina

#### Amérique du Nord
- Ailante (Ailanthus altissima)
- Alliaire officinale (Alliaria petiolata)
- Arbre de soie (Albizia julibrissin)
- Ardisie crénelée, Bois de Noël, Arbre de noël, Baie corail Ardisia crenata
- Berce du Caucase (Heracleum mantegazzianum)
- Brome des toits (Bromus tectorum)
- Camphrier (Cinnamomum camphora)
- Canne de Provence (Arundo donax)
- Casuarina equisetifolia
- Caulerpe (Caulerpa taxifolia) et en Méditerranée
- Centaurée diffuse Centaurea diffusa
- Centaurée du solstice (Centaurea solstitialis)
- Chardon aux ânes (Onopordum acanthium)
- Chèvrefeuille du Japon (Lonicera japonica)
- Dompte-venin noir (Vincetoxicum nigrum)
- Chardon penché (Carduus nutans)
- Egeria densa
- Elaeagnus umbellata
- Épervière orangée (Hieracium aurantiacum)
- Euphorbe ésule (Euphorbia esula)
- Genêt à balais (Cytisus scoparius)
- Herbe rose, Foin, Herbe-la-misère, Herbe papangue (Melinis repens)
- Herbe de la pampa (Cortaderia selloana)
- Hoffe (Dioscorea bulbifera)
- Hydrilla verticillata
- Imperata cylindrica
- Jacinthe d'eau (Eichhornia crassipes)
- Jonc fleuri (Butomus umbellatus)
- Ligustrum sinense, un des « troènes de Chine »
- Lygodium japonicum
- Lygodium microphyllum
- Mâcre nageante (Trapa natans)
- Melia (Melia azedarach)
- Myriophyllum spicatum
- Niaouli (Melaleuca quinquenervia)
- Paederia foetida
- Panais sauvage (Pastinaca sativa)
- Panic rampant (Panicum repens)
- Potamot crépu Curly-leaf pondweed (Potamogeton crispus)
- Pueraria montana var. lobata
- Renouée persicaire Persicaria maculosa
- Renouée du Japon, ou Renouée bambou * (Reynoutria japonica) ou (Fallopia japonica)
- Rosa multiflora
- Roseau commun (Phragmites australis) (également indigène, mais la sous-espèce européenne est envahissante 1)
- Russian knapweed (Acroptilon repens)
- Russian Olive (Elaeagnus angustifolia)
- Salicaire commune (Lythrum salicaria)
- Salvinie géante ou Herbe de Kariba Salvinia molesta
- Sapium sebiferum
- Faux-poivrier (Schinus terebinthifolius)
- Sensitive (Mimosa pudica)
- Spotted knapweed (Centaurea beibersteinii)
- Tamaris (Tamarix spp.)
- Taro (Colocasia esculenta)
- Tropical soda apple (Solanum viarum)

#### Océanie (dont Polynésie)
- Chou de Tournefort (Brassica tournefortii)
- Anone des marais (Annona glabra)
- Herbe à alligator (Alternanthera philoxeroides)
- Asperge de Sprenger (Asparagus densiflorus)
- Bitou Bush (Chrysanthemoides monilifera)
- Barbon de Virginie (Andropogon virginicus)
- Brome rouge (?) (Bromus rubens)
- Canne de Provence (Arundo donax)
- Berbéris de Thunberg (Berberis thunbergii)
- Thé de Gambie (Lantana camara)
- Vigne de Madère (Anredera cordifolia)
- Opuntia stricta
- Parkinsonia aculeata
- Vipérine faux Plantain (Echium plantagineum)
- Ardisia shoebutton (Ardisia elliptica)
- Cassier (Acacia farnesiana)
- Bringellier marron (Solanum mauritianum)
- Centrostephanus rodgersii
- Heliocidaris erythrogramma

##### Nouvelle-Zélande
- Boneseed ou Bitou Bush (Chrysanthemoides monilifera)
- Genêt à balais (Cytisus scoparius)
- Ajonc (Ulex europaeus)
- Bruyère callune (Calluna vulgaris)
- Longose (Hedychium gardnerianum)
- Clématite des haies (Clematis vitalba)
- Herbe de la pampa (Cortaderia selloana)
- Séneçon de Jacob (Jacobaea vulgaris)
- Tradescantia (Tradescantia pallida)

#### Afrique du Sud
- Acacia d'Australie (Acacia spp.)
- Black wattle (Callicoma serratifolia)
- Ricin commun (Ricinus communis)
- Eucalyptus (Eucalyptus sp.)
- Hakea (Hakea sp.)
- Salvinie géante ou Herbe de Kariba (Salvinia molesta)
- Thé de Gambie (Lantana camara)
- Caesalpinia decapetala
- Mesquite (Prosopis juliflora, Prosopis glandulosa)
- Argémone mexicaine (Argemone mexicana)
- Myriophille aquatique (Myriophyllum aquaticum)
- Groseillier des Barbades (Pereskia aculeata)
- Pin (Pinus sp.)
- Opuntia (Opuntia sp.)
- Bringellier marron (Solanum mauritianum), envahissante à La Réunion
- (Melia azedarach)
- Herbe du Laos (Chromolaena odorata)
- Jacinthe d'eau (Eichhornia crassipes)

### Animaux

#### Insectes
Fourmis. De nombreuses espèces dites « vagabondes » ont involontairement été introduites hors de leurs biotopes. Certaines sont devenues envahissantes et posent de graves problèmes à la faune locale et aux cultures, voire aux hommes. Six espèces sont jugées particulièrement agressives et envahissantes ;
- les fourmis de feu du genre Solenopsis, dont Solenopsis invicta (fourmi, sous-famille des Myrmicinae) en Amérique du Nord
- la fourmi d’Argentine, Linepithema humile, (« fourmi tueuse », sous-famille des Dolichoderinae) en Australie et en Europe
- la fourmi à grosse tête, Pheidole megacephala
- la fourmi folle jaune, Anoplolepis gracilipes, (sous-famille des Formicinae) en Australie
- la petite fourmi de feu, Wasmannia auropunctata, originaire d'Amazonie et envahissante en Nouvelle-Calédonie depuis les années 1960 et à Tahiti depuis les années 1990
- Lasius neglectus (sous-famille des Formicinae) en Europe

La vie sociale de ces espèces est encore mal connue de même que leurs prédateurs dans leurs aires d’origine.
Comme autres espèces, on trouve notamment :
- Aedes albopictus ou moustique-tigre ainsi qu'Aedes japonicus (Culicidae) en Amérique du Nord
- Adelges tsugae (Homoptera) en Amérique du Nord
- Agrilus planipennis (Polyphaga) en Amérique du Nord
- Anoplophora glabripennis (un capricorne de la famille des Lamiinae) en Amérique du Nord et en Europe
- Anoplophora chinensis (un capricorne de la famille des Lamiinae) en Amérique du Nord et en Europe
- Apis mellifera scutellata = « abeille tueuse », des hybrides des abeilles africaines Apis mellifera adansonii avec diverses abeilles européennes, dont l'espèce italienne Apis mellifera ligustica (en Amérique du Nord et en Australie)
- Bemisia tabaci (l'aleurode du tabac) en Australie
- Cactoblastis cactorum en Amérique du Nord et en Australie
- Ceratitis capitata en Australie
- Coptotermes formosanus (Rhinotermitidae) en Amérique du Nord
- Graphocephala fennahi (Cicadelle du Rhododendron) en Europe
- Homalodisca vitripennis, la mouche pisseuse en Californie et en Polynésie française
- Le doryphore Leptinotarsa decemlineata en Europe
- Leptoglossus occidentalis, hétéroptère originaire d'Amérique du Nord et envahissant en Europe
- Lymantria dispar (Lymantriidés, Lepidoptera) en Amérique du Nord
- Oryctes rhinoceros (bousier, sous-famille des Dynastinae) en Australie
- Popillia japonica (bousier, sous-famille des Rutelinae) en Amérique du Nord
- La guêpe commune (Vespula vulgaris) en Australie et en Nouvelle-Zélande
- Une guêpe maçonne, la Pélopée courbée
- Varroa destructor (un acarien, parasite des abeilles) en Europe d'abord vers 1980 puis en Amérique du Nord
- Vespa velutina ou frelon asiatique, introduit accidentellement dans le sud-ouest de la France avant 2006
- Rhagonycha fulva, un coléoptère européen en Amérique du Nord

#### Poissons

##### En Europe
Les espèces de poissons envahissantes en Europe sont :
- Perche soleil (Lepomis gibbosus)
- Poisson-chat (Ameiurus melas), introduit en 1871
- Pseudorasbora parva, petit cyprinidé d'origine asiatique introduite en Europe et en Amérique du Nord
- Plusieurs espèces de gobies originaires du bassin Ponto-Caspien :
  - Neogobius melanostomus
  - Neogobius fluviatilis
  - Ponticola kessleri
  - Proterorhinus semilunaris
- Perccottus glenii, petit poisson de la famille des Odontobutidae issu du bassin de l'Amour en Chine et Russie de l'Est. Envahissant en Europe de l'Est : bassins de la Volga, de la Vistule, du Danube (jusqu'en Bavière), etc.
- Silure glane (Silurus glanis) : originaire d'Europe centrale, orientale et nordique. Introduite en Europe occidentale pour la pêche
- Sandre doré européen (Sander lucioperca), de même origine géographique que le silure. Introduit pour la pêche, avec une première capture en France signalée en 1888[3], il est désormais présent presque partout en Europe de l'Ouest

##### Autres continents
- Alosa pseudoharengus, un poisson du genre alose, en Amérique du Nord
- Channa argus (ordre des perciformes) en Amérique du Nord
- Ctenopharyngodon idella (Actinopterygii) en Nouvelle-Zélande
- La grémille Gymnocephalus cernuus en Amérique du Nord
- La perche du Nil Lates niloticus introduite notamment dans le lac Victoria
- Monopterus albus (Synbranchiformes) en Amérique du Nord
- Neogobius melanostomus et les autres gobies ponto-caspiens, en Amérique du Nord
- La lamproie marine Petromyzon marinus en Amérique du Nord (Grands lacs)
- Pylodictis olivaris (un poisson-chat, ordre des Siluriformes) en Amérique du Nord

#### Reptiles et batraciens
- Boiga irregularis, un serpent du genre Boiga et de la famille des Colubridae sur l'île de Guam
- Bufo marinus en Amérique du Nord et en Australie
- La Grenouille taureau (Rana catesbeiana) dans le sud-ouest de la France et en Amérique du Nord
- La Tortue de Floride (Trachemys scripta elegans) dans la totalité de la France

#### Invertébrés terrestres
À titre d'exemple, divers mollusques et macroinvertébrés benthiques (Bivalves et Amphipodes) envahissants se propagent les bassins conchylicoles, dans les piscicultures ou dans les eaux douces, saumâtres et salées dans le cas de la moule zébrée

Sur terre, l'escargot Xeropicta derbentina se répand autour de la Méditerranée, des insectes phytophages Cameraria ohridella (mineuse du marronnier) aussi. On peut également citer Achatina fulica (escargot géant);
Diverses espèces de vers de terre (Lumbricidae) en Amérique du Nord
Le ver plat Arthurdendyus triangulatus, originaire de Nouvelle-Zélande, qui tue et mange les vers de terre notamment au Royaume-Uni où il est devenu envahissant

#### Invertébrés aquatiques
- Asterias amurensis en Australie
- Acanthaster planci ("étoile de mer dévoreuse de corail") en Australie et dans tout l'indopacifique, où elle est partout une espèce autochtone, donc non « envahissante exotique », mais uniquement une espèce « envahissante indigène »
- Carcinus maenas en Amérique du Nord
- La crépidule Crepidula fornicata en Europe
- Crabe royal du Kamtchatka - Paralithodes camtschaticus dans le nord de la Scandinavie
- La moule zébrée Dreissena polymorpha en Amérique du Nord
- La palourde japonaise Ruditapes philippinarum en Europe
- L'huître japonaise Crassostrea gigas en Europe
- Mnemiopsis leidyi, une méduse de la mer Noire ayant considérablement affaibli les ressources aquatiques
- L'écrevisse de Louisiane Procambarus clarkii dans le sud-ouest de la France
- L'écrevisse américaine, l'écrevisse de Californie ainsi que l'écrevisse à pattes grêles en France et dans d'autres pays d'Europe
- Rapana venosa en Amérique du Nord
- Pomacea canaliculata (Ampullaire brune ou escargot-pomme), fléau dans le delta de l'Èbre, après s'être échappé d'un établissement piscicole
- Gammare du Danube ou crevette tueuse en Europe de l'Ouest, par exemple dans le Lac Léman[4]
- Hypania invalida (Grube, 1860), Polychaeta Ampharetidae, originaire du Bassin ponto-caspien et du Delta du Danube. Se répand en Europe via les canaux, après avoir été introduite dans le bassin de la Volga pour y nourrir des poissons dans des réservoirs[5]

#### Oiseaux et mammifères

##### En Europe
- Mammifères : Castor canadien, Rat musqué, Ragondin, Vison d'Amérique. Localement, le Raton laveur[6] et l'Écureuil gris[7]. Certains[6] ajoutent le Rat surmulot (Rattus norvegicus) que d'autres considèrent comme une espèce naturalisée
- Oiseaux : La perruche à collier (Psittacula krameri), l'Érismature rousse[7] et la bernache du Canada (Branta canadensis).

Des questions se sont posées localement pour l'étourneau ou le goéland en ville, mais ils ne sont pas considérés comme nuisibles. Le statut du Grand cormoran (Phalacrocorax carbo L.) dans le bassin rhénan et dans la zone des étangs lorrains ainsi que de certains cygnes est discuté, à la suite de leur rapide développement sur des zones d'où ils ont depuis longtemps disparu, ou à la suite de leur sédentarisation. Aujourd'hui le grand cormoran est toujours une espèce protégée, mais certains cygnes comme le cygne noir et le cygne siffleur sont considérés comme invasifs.

##### Autres continents
- Le martin triste (Acridotheres tristis), un mainate d'Asie, introduit dans des îles de l'océan Indien et du Pacifique
- La chèvre Capra hircus en Australie
- Le cygne tuberculé (Cygnus olor) en Amérique du Nord
- L'âne (Equus asinus) en Australie
- Le chat domestique (Felis silvestris catus) en Australie, îles Kerguelen, etc.
- Les hérissons de la famille de Erinaceinae en Nouvelle-Zélande
- L'hermine (Mustela erminea) en Nouvelle-Zélande
- Le furet (Mustela putorius furo) en Nouvelle-Zélande
- Le vison d'Amérique (Mustela vison), au détriment du vison d'Europe (Mustela lutreola)
- Le ragondin (Myocastor coypus) en Europe et en Amérique du Nord
- Le rat musqué (Ondatra zibethicus) en Europe
- Le lapin de garenne (Oryctolagus cuniculus), en Australie
- L'érismature rousse (Oxyura jamaicensis) en Europe
- Le moineau domestique (Passer domesticus) en Amérique du Nord et en Australie
- Le Trichosurus vulpecula (« Possum » en Nouvelle-Zélande)
- Pycnonotus cafer
- Le rat polynésien (Rattus exulans)
- Le rat noir (Rattus rattus) et le rat brun (Rattus norvegicus) en Europe durant le Moyen Âge
- La souris commune (Mus musculus), en Australie et en Nouvelle-Zélande
- L'écureuil gris (Sciurus carolinensis) en Europe
- L'étourneau sansonnet (Sturnus vulgaris) en Amérique du Nord et en Australie
- Le sanglier (Sus scrofa) en Amérique du Nord

### Champignons et pathogènes
- L'Avipoxvirus en Amérique du Nord
- Batrachochytrium dendrobatidis en Australie
- Cryphonectria parasitica en Amérique du Nord
- Le phylloxéra (Dactylosphaera vitifoliae) sur les vignes européennes à la fin du XIXe siècle.
- Flavivirus (virus du Nil occidental)
- Myxobolus cerebralis en Amérique du Nord
- Ophiostoma ulmi en Europe et en Amérique du Nord
- Le Paramyxovirus, responsable de la maladie de Newcastle en Amérique du Nord
- Phakopsora pachyrhizi et Phakopsora meibomiae en Amérique du Nord
- Le champignon Phytophtora infestans sur la culture de pommes de terre en Irlande provoquant la grande famine de 1845
- Phytophthora ramorum en Amérique du Nord
- Les Potyvirus (Potyviridae) en Amérique du Nord